# Сторожевое (Курская область)
Сторожевое — село в Большесолдатском районе Курской области. Административный центр Сторожевский сельсовет.

## География
Село находится на реке Воробжа, в 63 километрах к юго-западу от Курска, в 11 километрах к юго-востоку от районного центра — села Большое Солдатское.
Улицы
В селе улицы: Вихровка (12 домов), Голыновка (5 домов), Забудовка (4 дома), Кончанка (23 дома), Косиновка (11 домов), Ланцовка (39 домов), Лесовщина (6 домов), Майдан (1 дом), Молодёжная (17 домов), План (19 домов), Центральная (6 домов).
Климат
Село, как и весь район, расположена в поясе умеренно континентального климата с тёплым летом и относительно тёплой зимой (Dfb в классификации Кёппена).

## Население
| 2002 | 2010 |
| ---- | ---- |
| 390  | ↘333 |

## Транспорт
Сторожевое находится в 11 км от автодороги регионального значения 38К-004 (Дьяконово — Суджа — граница с Украиной), в 1,5 км от автодороги межмуниципального значения 38Н-026 (Большое Солдатское — Малый Каменец) и на автодороге 38Н-740 (38Н-026 — Сторожевое), в 20,5 км от ближайшей ж/д станции Сосновый Бор (линия Льгов I — Подкосылев).